# Йшов солдат з фронту
«Йшов солдат з фронту» (рос. Шёл солдат с фронта) — радянський художній фільм режисера Володимира Лєгошина, зняти на кіностудії «Союздитфільм» в 1939 році за повістю Валентина Катаєва.

## Сюжет
За повістю Валентина Катаєва «Я син трудового народу», дія якої відбувається під час німецької окупації України в 1919 році, головними героями виступають фольклорні персонажі — бравий солдат Семен Котко і дівчина-красуня Софія.

## У ролях
- Олександр Мельников —  Семен Котко
- Яніна Жеймо —  Фроська Котко, сестра Семена
- Валентина Сорогожська —  Софія, наречена Семена
- Борис Бєльський —  Ткаченко, батько Софії
- Данило Сагал —  Василь Царьов, моряк-чорноморець, більшовик
- Костянтин Нассонов —  Ременюк, політкаторжанин
- Олексій Консовський —  Микола
- Михайло Трояновський —  старий
- Лука Ляшенко —  Зіновій Петрович
- Микола Трофімов —  Соловйов
- Іван Чувельов — солдат
- Олена Максимова — Любка
- Василь Царьов — чорноморський матрос
- Ганс Клерінг — епізод
- Всеволод Купецький — пан Клембовський
- Генріх Грайф — фон Вірхов
- Олена Ануфрієва — мати Семена
- Олександр Гречаний — епізод
- Марія Яроцька — мати Софії
- Семен Свашенко — Самсонов

## Знімальна група
- Режисер — Володимир Лєгошин
- Сценарист — Валентин Катаєв
- Оператор — Борис Монастирський
- Композитор — Сергій Василенко
- Художник — Констянтин Урбетіс